# Eshowe
Eshowe – miasto w Południowej Afryce, w prowincji KwaZulu-Natal.
W mieście żyje 14 743 ludzi, jest najstarszym osiedlem europejskim na terenie Zululandu. W 1860 władca zuluski, Cetshwayo, założył w tm miejscu kraal, który nazwał Eziqwaqweni. W 1861 Zulusi zezwolili na budowę stacji misyjnej. W czasie wojny brytyjsko-zuluskiej armia brytyjska utworzyła w misji fort, nazwany Fort Eshowe. Po wojnie Eshowe zostało stolicą Zululandu i siedzibą brytyjskiego przedstawiciela. W 1891 nadano osadzie prawa miejskie. W 1947 roku, podczas wizyty w Południowej Afryce, w mieście obecny był król brytyjski Jerzy VI Windsor.